# Hijo de la playa
Hijo de la playa es una sitcom estadounidense que se emitió en Estados Unidos desde el 14 de marzo de 2000 hasta el 1 de octubre de 2002 en FX. La serie es una parodia de Baywatch, con gran parte de la comedia basada en dobles sentidos sexuales, juegos de palabras, insinuaciones y similares. Una mordaza importante retrató al apuesto personaje de David Hasselhoff como un hombre calvo, de mediana edad, barrigudo y fuera de forma que, sin embargo, es visto por todos los demás personajes como muy en forma y atractivo. El presentador de programas de radio Howard Stern fue uno de los productores ejecutivos.

## Sinopsis
El programa se centró en las aventuras de Shore Patrol Force 30 (SPF 30, un juego de palabras con el término Sun Protection Factor), liderado por el salvavidas pálido, fuera de forma y despistado Notch Johnson (Timothy Stack). El resto de su patrulla consiste en BJ Cummings (el inocente salvavidas rubio), Jamaica St. Croix (el salvavidas criado en el gueto y de raza mixta), Chip Rommel (el salvavidas tonto y musculoso que es una parodia obvia de Arnold Schwarzenegger) y Kimberlee Clark (la salvavidas inteligente). Muchas de las tramas giraban en torno a clichés tontos del género de acción y parodias de películas, con muchos de los papeles principales interpretados por actores y celebridades como Jason Alexander, Mark Hamill, Alan Thicke, Erik Estrada, Gary Coleman, John Salley, Joey Buttafuoco, Patty Hearst, Adam Carolla, Henry Joseph Nasiff Jr., George Takei, Gilbert Gottfried, Walter Koenig, Pat Morita, Anson Williams, Christopher Darden, Maureen McCormick, Lee Majors, David Arquette, Neil Patrick Harris, Musetta Vander, Angelica Bridges, Ian Ziering, RuPaul y Dweezil Zappa.
El título es un juego de palabras con la frase "hijo de perra". Del mismo modo, los nombres de los personajes están plagados de juegos de palabras e insinuaciones en inglés. Porcelain Bidet, BJ Cummings, Jamaica St. Croix ("haces llorar a un santo"), Anita Massengil y Notch Johnson se refieren a algún tipo de doble sentido, mientras que el nombre de Chip Rommel se refiere al "Zorro del desierto", puntuando aún más el hecho de que el personaje es alemán, siendo sus padres "Los Rommels de Paraguay" (América del Sur fue un refugio para los nazis perseguidos al final de la Segunda Guerra Mundial). "Notch" y "BJ" también son parodias de los nombres de los personajes de Baywatch interpretados por David Hasselhoff y Pamela Anderson: el nombre de Mitch y CJ Kimberlee Clark es un juego de palabras con la empresa Kimberly-Clark, fabricante de productos de aseo personal.

## Elenco

### Reparto principal
- Timothy Stack como Notchibald "Notch" Johnson: el mejor salvavidas del mundo y líder de Malibu Adjacent SPF 30, que es el mejor en todo lo que intenta a pesar de ser viejo, tener sobrepeso y, a menudo, no tener ni idea. Es una especie de leyenda en Malibu Adjacent, ya que varios lugares llevan su nombre, como el hogar Notch Johnson para huérfanos y retrasados y el centro espacial Notch Johnson.
- Jaime Bergman como BJ Cummings: una joven encantadora que creció en la pobreza en el sur rural. Ingenua en el sexo pero infinitamente alegre y simpática.
- Leila Arcieri como Jamaica St. Croix: dura salvavidas del centro de la ciudad, formada cuando sus padres la abandonaron.
- Kim Oja como Kimberlee Clark: el tipo dulce de "chica de al lado" asignado a SPF 30 como espía para derribar a Notch Johnson, pero terminó siendo un miembro leal del equipo que se enamora de él.
- Lou Rosenthal como Spank, el mono que sirve como una especie de mascota para SPF 30.
- Roland Kickinger como Chip Rommel, un físicoculturista alemán.
- Lisa Banes como la alcaldesa Anita Massengil (2000–2001): desagradable alcaldesa de Malibu Adyacente con un hijo escandalosamente gay llamado Kody, que quiere que Notch Johnson salga del SPF 30 porque todos lo quieren más que ella y él es mejor que ella en todo.
- Amy Weber como Porcelain Bidet (2002): una atractiva y desagradable buscadora de oro de cabello oscuro unida al SPF 30 en la temporada 3.

### Personajes recurrentes
- Candace Kita como reportera de noticias asiática (4 episodios) (2001-2002)
- Robert Ryan como el profesor Milosovic (13 episodios) (2000–2002): un genio científico en silla de ruedas cuyo intelecto y humor obsceno se hacen eco de Stephen Hawking .
- Jason Hopkins como Kody Massengil (12 episodios) (2001-2001): el hijo abiertamente gay del alcalde Massengill, que está muy enamorado de Chip Rommel.
- Lynne Marie Stewart como Ellen (11 episodios) (2000–2002): la amigable lesbiana de la playa y proveedora de tacos de pescado en su camión de comida, que parece capaz de convertir a cualquier mujer heterosexual en su última aventura.
- Vincent Pastore como Vinnie Fellachio (3 episodios) (2000-2002): un mafioso repugnante que es el padre biológico de Jamaica.

## Sindicación
Las reposiciones de la serie comenzaron a transmitirse en el canal de cable Spike, propiedad de Viacom, el 7 de noviembre de 2010, ocho años después de su cancelación. Es la primera vez que la serie se transmite en los Estados Unidos desde entonces.
La serie fue transmitida en países de habla hispana como México (Televisa y TV Azteca), Costa Rica (Repretel) y Chile (La Red), habiendo sido doblada en México.

## Medios domésticos
Son of the Beach: Volume 1 se lanzó el 29 de abril de 2003 y contiene los primeros 21 episodios de la serie (hasta el episodio de la temporada 2 "A Tale of Two Johnsons"). El DVD también contiene comentarios del escritor/director/elenco sobre episodios seleccionados, introducciones de Timothy Stack como Notch Johnson, montajes de Too Hot for TV, largometrajes detrás de escena, tomas descartadas y anuncios de TV.
Son of the Beach: Volume 2 se lanzó el 11 de noviembre de 2008 y contiene los 21 episodios restantes de la serie, así como material adicional, como nuevas presentaciones de menú de Timothy Stack como Notch Johnson, nuevas imágenes detrás de escena, comentarios de los creadores de la serie, montajes sexys, cintas de audición del elenco y una lectura de mesa de Son of the Beach .